# S'Embocador

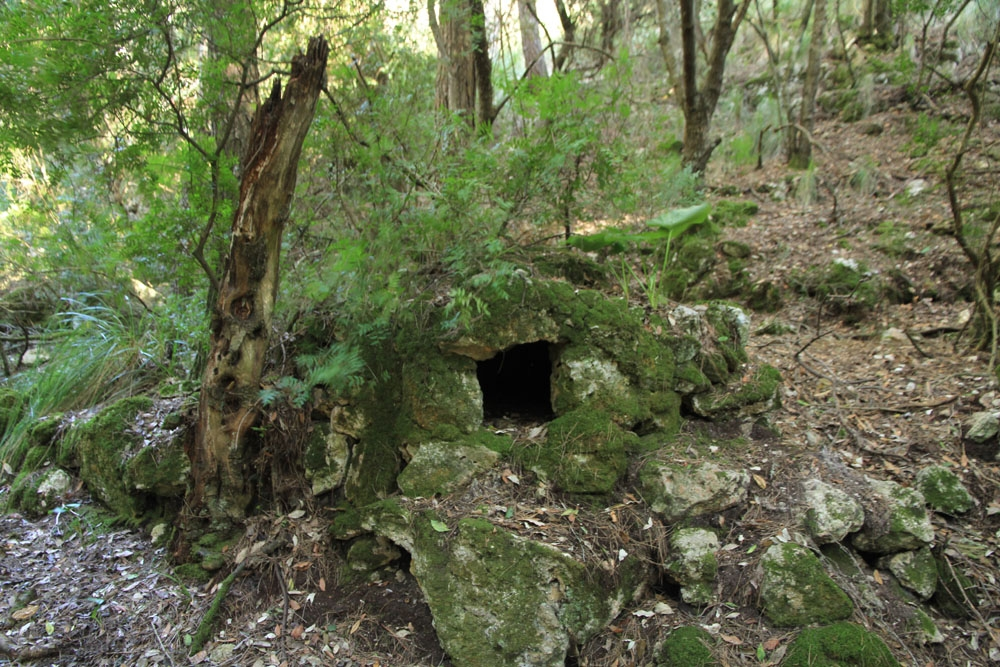
Forn de pa utilitzat pels carboners i llenyaters a s'Embocador (Santa Maria del Camí)

S'Embocador és un comellar situat en la seva major part dins el terme de Santa Maria del Camí (Mallorca), per bé que la part alta ja forma part de sa Comuna de Bunyola. És d'una llargària d'uns 2 quilòmetres de profunditat i entra dins la Serra de Tramuntana amb un biaix sud nord-oest. Ocupa terres d'es Cabàs, Son Oliver, Son Pou i sa Comuna.
Segons el Diccionari Català-Valèncià-Balear, embocador és Obertura per on s'emboca un conducte; cast. embocadero, embocadura.. Per tant, aquest nom té a veure amb com el comellar rep les aigües pluvials i les canalitza, les “emboca”, cap al punt de sortida.

## Descripció
La part alta està situada al peu del Puig de na Marit i és coneguda amb el nom de sa Penya des Llamp o comellar de sa Penya des Llamp. Cap a sa Comuna, dins Bunyola, hi ha sa Cova de s'Aigo, d'on baixa es Saragall de sa Cova de s'Aigo. També cap a sa Comuna, a la dreta, hi ha es Set Cocons.
El comellar és una bona mostra de la vida al bosc a principis del segle xx (restes de barraques de carboner, forns de coure pa, sitges, basses i bassols). En el comellar pròpiament dit hi ha Can Gomila i es Bassol d'en Gomila. No lluny hi ha Ca ses Escaroles o ca ses Queroles, encara dins es comellar de sa Penya des Llamp. Prop hi ha sa Cova de na Querola. Ja prop de la sortida al pla hi ha es Cocó de sa Penya des Llamp i sa Cova d'en Títera. La sortida de l'estret és pel Camí de s'Embocador.